# 俄羅斯蘇維埃聯邦社會主義共和國國徽
俄羅斯蘇維埃聯邦社會主義共和國國徽啟用於1918年7月10日，與蘇聯國徽設計相似。
呈盾形，中為旭日初升之象，上方有紅色五角星和鎚子與鐮刀，象徵社會主義的勝利。頂部書有共和國的首字母。
外圍由麥穗構成的花環裝飾。飾帶以俄語書有國家格言「全世界無產者，聯合起來！」。自治共和國也可使用有民族語言簡寫和以民族語言書寫的蘇聯格言的國徽，其中達吉斯坦蘇維埃社會主義自治共和國的國徽上有11種語言之多。
1993年，以俄罗斯帝国國徽圖案為基礎的俄羅斯联邦國徽啟用。

## 历史演变

1918年–1920年：俄罗斯苏维埃联邦社会主义共和国国徽
1920年–1954年：俄罗斯苏维埃联邦社会主义共和国国徽
1954年–1978年：俄罗斯苏维埃联邦社会主义共和国国徽
1978年–1992年：俄罗斯苏维埃联邦社会主义共和国国徽
1992年–1993年：后苏联时期俄罗斯的国徽